# East Randolph (New York)
East Randolph est une census-designated place du comté de Cattaraugus, dans l'État de New York, aux États-Unis,. En 2020, elle compte une population de 571 habitants.